# Eparquía de los Santos Pedro y Pablo de Melbourne
La eparquía de los Santos Pedro y Pablo de Melbourne de los ucranianos (en latín: Eparchia Sanctorum Petri et Pauli Melburnensis Ucrainorum, en inglés: Ukrainian Catholic Eparchy of Saints Peter and Paul of Melbourne y en ucraniano: Мельбурнська святих апостолів Петра й Павла) es una circunscripción eclesiástica de la Iglesia católica en Australia, Nueva Zelanda y el resto de Oceanía. Se trata de una eparquía greco-católica ucraniana sufragánea ad instar de la arquidiócesis de Melbourne. Desde el 15 de enero de 2020 su eparca es el cardenal Mykola Bychok, C.SS.R..

## Territorio y organización
La eparquía tiene 8 919 530 km² y extiende su jurisdicción sobre los fieles católicos de rito bizantino greco-católicos ucranianos residentes en Oceanía.
La sede de la eparquía se encuentra en la ciudad de Melbourne, en donde se halla la Catedral de San Pedro y San Pablo.
En 2023 en la eparquía existían 10 parroquias y un número de misiones:
En Australia
- En Victoria:
  - Ukrainian Catholic Cathedral of Saints Peter and Paulen North Melbourne
  - Church of St Olha en Wodonga
  - The Dormition of the Blessed Virgin en Ardeer (un suburbio de Melbourne)
  - Protection of the Mother of God en Geelong
  - Mission of Blessed Mykolay Charnetsky en Noble Park
- En Nueva Gales del Sur:
  - St Andrew's Church en Lidcombe (un suburbio de Sídney)
  - St Volodymyr's en Wollongong
  - Protection of the Mother of God en Adamstown (un suburbio de Newcastle)
  - St Michael's en Queanbeyan
- En el Territorio de la Capital Australiana:
  - Church of St Volodymyr en Lyneham (un suburbio de Camberra)
- En Australia Meridional:
  - Protection of the Mother of God en Wayville (un suburbio de Adelaida)
  - Saints Volodymyr and Olha War Memorial Church en Woodville (un suburbio de Adelaida)
- En Queensland:
  - Protection of the Mother of God en Woolloongabba (un suburbio de Brisbane)
- En Australia Occidental:
  - St John the Baptist en Maylands (un suburbio de Perth)
  - Church of the Nativity of the Blessed Virgin en Northam
- En Tasmania:
  - The Transfiguration of our Lord en Hobart
  - Holy Family Church en Launceston

En Nueva Zelanda los servicios son realizados en
- Mother of Perpetual Help Church en Auckland
- St Peter’s Church en Christchurch
- Sacred Heart Cathedral chapel en Wellington

## Historia
Los primeros inmigrantes greco-católicos ucranianos llegaron a Australia en 1949 y se establecieron en Melbourne. Los sacerdotes redentoristas Nicolai Kopiakiwsky, Francis Van den Boch e Ivan Prasko llegaron en 1950.
De 1952 a 1958 la fundación y expansión de las parroquias comenzó en Melbourne y siguió por Adelaida, Sídney, Brisbane, Perth y Newcastle. En 1953 todos los sacerdotes católicos ucranianos se encontraron para un primer sínodo nacional. Después del segundo sínodo en 1957 el clero y las congregaciones, con una carta al cardenal Gilroy de Sídney, pidieron establecer su propia diócesis en Australia. 
El exarcado apostólico de Australia para los fieles de rito oriental bizantino (Exarchatus Apostolicus in Australia pro Fidelibus Ruthenis Ritus Byzantini) fue erigido el 10 de mayo de 1958 mediante la bula Singularem huius del papa Pío XII.

Quam ob rem, explorato quae esset hac in re sive Delegati Apostolici in Australia sententia, sive Episcoporum Latinorum quorum intersit, eorum item consensum supplentes qui super negotio aliquod ius habeant, de Nostra summa et apostolica auctoritate ea, quae sequuntur decernimus et iubemus. Exarchatum Apostolicum in regione Australiana constituimus pro fidelibus Ruthenis byzantini ritus ibidem commorantibus, Nobis et huic Romanae Ecclesiae directo subiciendum, cuius erit sedes in civitate vulgo Sydney, in qua sacer Praesul domicilium habebit, in quaque exarchale templum exsurget.

En 1967 el presbítero Russell Morrison realizó la primera visita a Nueva Zelanda para establecer una misión allí. La jurisdicción del exarca apostólico también se extendió a Nueva Zelanda y toda Oceanía.
El 24 de junio de 1982 mediante la bula Christum Iesum del papa Juan Pablo II el exarcado apostólico fue elevado a eparquía con su nombre actual.

Christum Iesum imitantes diligentissima cura non solummodo iis fidelibus prospicere studemus, qui, quasi congregatae oves, densos efficiunt greges, quorum unusquisque a suo pascitur pastore, sed etiam, et quidem sollicitius, iis qui in variis orbis terrarum regionibus diffusi, disiectae quodammodo gregum partes esse videntur. Hi praecipue sunt, qui varias ob causas patriam reliquerunt, nempe vel ut victum sibi quaererent, vel libertatem, vel vitae tranquillitatem. Huiusmodi secuti normam, cum christifideles ritus Byzantini Ucrainorum in Australia, Nova Zelandia et Oceania degentes, usque ad hunc diem in Exarchatum Apostolicum constituti, religiosa disciplina et numero bene floruerint, opportunum duximus iisdem aptiore modo prospicere, Exarchatum Apostolicum ad Eparchiae gradum tollendo. Quoniam igitur de hac instituenda, Conferentia Episcopalis Australiae et in ea Natione Pro-Nuntius Apostolicus consenserunt, Nos Sacra Congregatione pro Ecclesiis Orientalibus consulta et re bene reputata, Nostra usi suprema Apostolica Auctoritate Exarchatum quem nuper memoravimus ad dignitatem Eparchiae evehimus, iura tribuentes et officia imponentes, quae sunt eiusmodi condicionis propria. Statuimus insuper ut nova Eparchia tamquam suffraganea Ecclesiae Metropolitanae Melburnensi adiciatur, eiusque episcopalis cathedra sit in ecclesia Sanctis Apostolis Petro et Paulo in urbe Melburnensi dicata. Has vero Litteras Nostras nunc et in posterum efficaces esse et fore volumus, ita quidem ut quae per eas decreta sunt ab iis, quorum res est, religiose serventur, atque igitur vim suam obtineant. Contrariis quibusvis nihil obstantibus.

El 22 de marzo de 2023 la eparquía, según el decreto del eparca Mykola Bychok, decidió que a partir del 1 de septiembre de 2023 utilizaría el calendario gregoriano, incluida la fecha de la Pascua.

## Estadísticas
Según el Anuario Pontificio 2024 la eparquía tenía a fines de 2023 un total de 36 600 fieles bautizados.
| Año                                                                             | Población            | Población | Población      | Sacerdotes | Sacerdotes    | Sacerdotes    | Bautizados por sacerdote | Diáconos permanentes | Religiosos | Religiosos | Parroquias |
| Año                                                                             | Bautizados católicos | Total     | % de católicos | Total      | Clero secular | Clero regular | Bautizados por sacerdote | Diáconos permanentes | Varones    | Mujeres    | Parroquias |
| ------------------------------------------------------------------------------- | -------------------- | --------- | -------------- | ---------- | ------------- | ------------- | ------------------------ | -------------------- | ---------- | ---------- | ---------- |
| 1966                                                                            | 21 000               | ?         | ?              | 11         | 7             | 4             | 1909                     |                      |            |            | 6          |
| 1970                                                                            | 22 500               | 40 000    | 56.3           | 12         | 9             | 3             | 1875                     | 1                    | 3          | 4          |            |
| 1980                                                                            | 30 000               | ?         | ?              | 12         | 11            | 1             | 2500                     |                      | 1          | 11         | 7          |
| 1990                                                                            | 25 000               | ?         | ?              | 13         | 12            | 1             | 1923                     | 1                    | 1          | 13         | 8          |
| 1999                                                                            | 35 400               | ?         | ?              | 24         | 21            | 3             | 1475                     |                      | 3          | 16         | 8          |
| 2000                                                                            | 36 450               | ?         | ?              | 25         | 22            | 3             | 1458                     |                      | 3          | 16         | 8          |
| 2001                                                                            | 36 550               | ?         | ?              | 25         | 23            | 2             | 1462                     | 1                    | 2          | 16         | 8          |
| 2002                                                                            | 35 300               | ?         | ?              | 25         | 23            | 2             | 1412                     | 3                    | 2          | 18         | 9          |
| 2003                                                                            | 35 000               | ?         | ?              | 25         | 23            | 2             | 1400                     | 5                    | 2          | 19         | 9          |
| 2004                                                                            | 35 050               | ?         | ?              | 25         | 23            | 2             | 1402                     | 4                    | 2          | 21         | 10         |
| 2009                                                                            | 32 500               | ?         | ?              | 22         | 21            | 1             | 1477                     | 3                    | 1          | 17         | 10         |
| 2010                                                                            | 32 450               | ?         | ?              | 21         | 20            | 1             | 1545                     | 3                    | 1          | 17         | 10         |
| 2014                                                                            | 33 100               | ?         | ?              | 24         | 23            | 1             | 1379                     | 3                    | 1          | 12         | 10         |
| 2017                                                                            | 34 530               | ?         | ?              | 27         | 26            | 1             | 1278                     | 4                    | 1          | 13         | 11         |
| 2020                                                                            | 35 520               | ?         | ?              | 23         | 22            | 1             | 1544                     | 4                    | 1          | 12         | 11         |
| 2022                                                                            | 36 540               |           |                | 20         | 20            |               | 1827                     | 4                    |            | 12         | 11         |
| 2023                                                                            | 36 600               |           |                | 20         | 20            |               | 1830                     | 5                    |            | 10         | 10         |
| Fuente: Catholic-Hierarchy, que a su vez toma los datos del Anuario Pontificio. |                      |           |                |            |               |               |                          |                      |            |            |            |

## Episcopologio

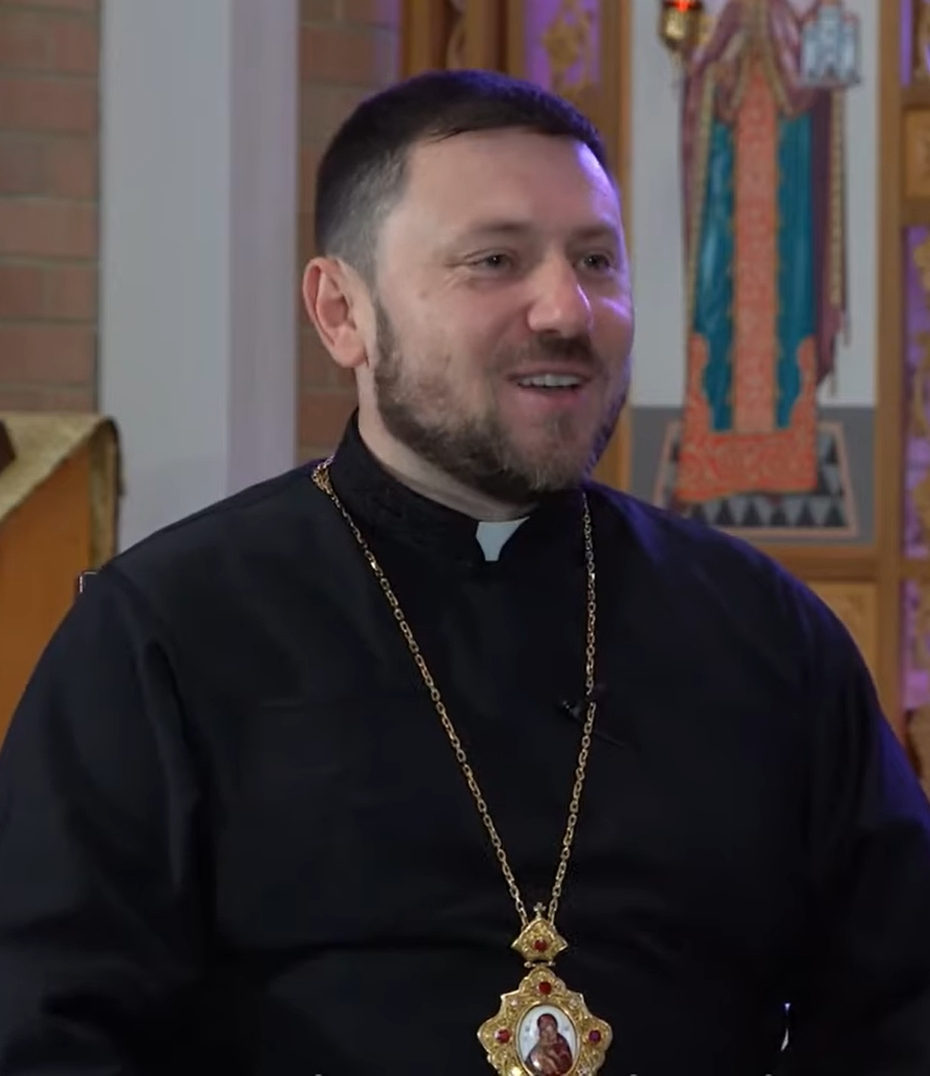
Cardenal Mykola Bychok, eparca de los Santos Pedro y Pablo de Melbourne desde 2020

- Ivan Prasko, † (10 de mayo de 1958-16 de diciembre de 1992 retirado)[7]
- Peter Stasiuk, C.SS.R. (16 de diciembre de 1992-15 de enero de 2020 retirado)
- Mykola Bychok, C.SS.R., desde el 15 de enero de 2020